# ستون

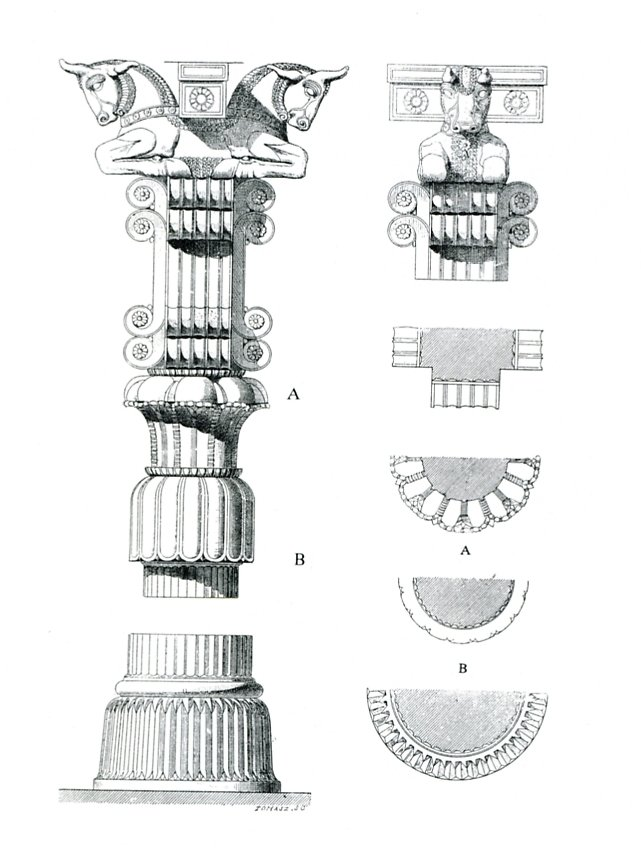
پلان و جزئیات ستون‌های تخت جمشید

سُتون (به انگلیسی: column) عضوی از سازه است به شکل عمودی که معمولاً برای انتقال و حمل بار سازه‌های بالایی به سازه‌های زیرین ایجاد می‌شود. سازه‌های مهندسی با هدف مشابه عبارتند از تاق و فرسب. البته ستون ممکن است وزن هیچ سازه‌ای را تحمل نکند و تنها برای زیبایی باشد. در مهندسی سازه، ستون به عضوی گفته می‌شود که نیروی فشاری را تحمل کند؛ بنابراین در ستون‌ها، بحث کمانش مطرح و عاملی تعیین‌کننده‌است. رفتار کمانشی ستون با پارامتری بنام ضریب لاغری (KL/r) تعریف می‌شود.

## تاریخچه

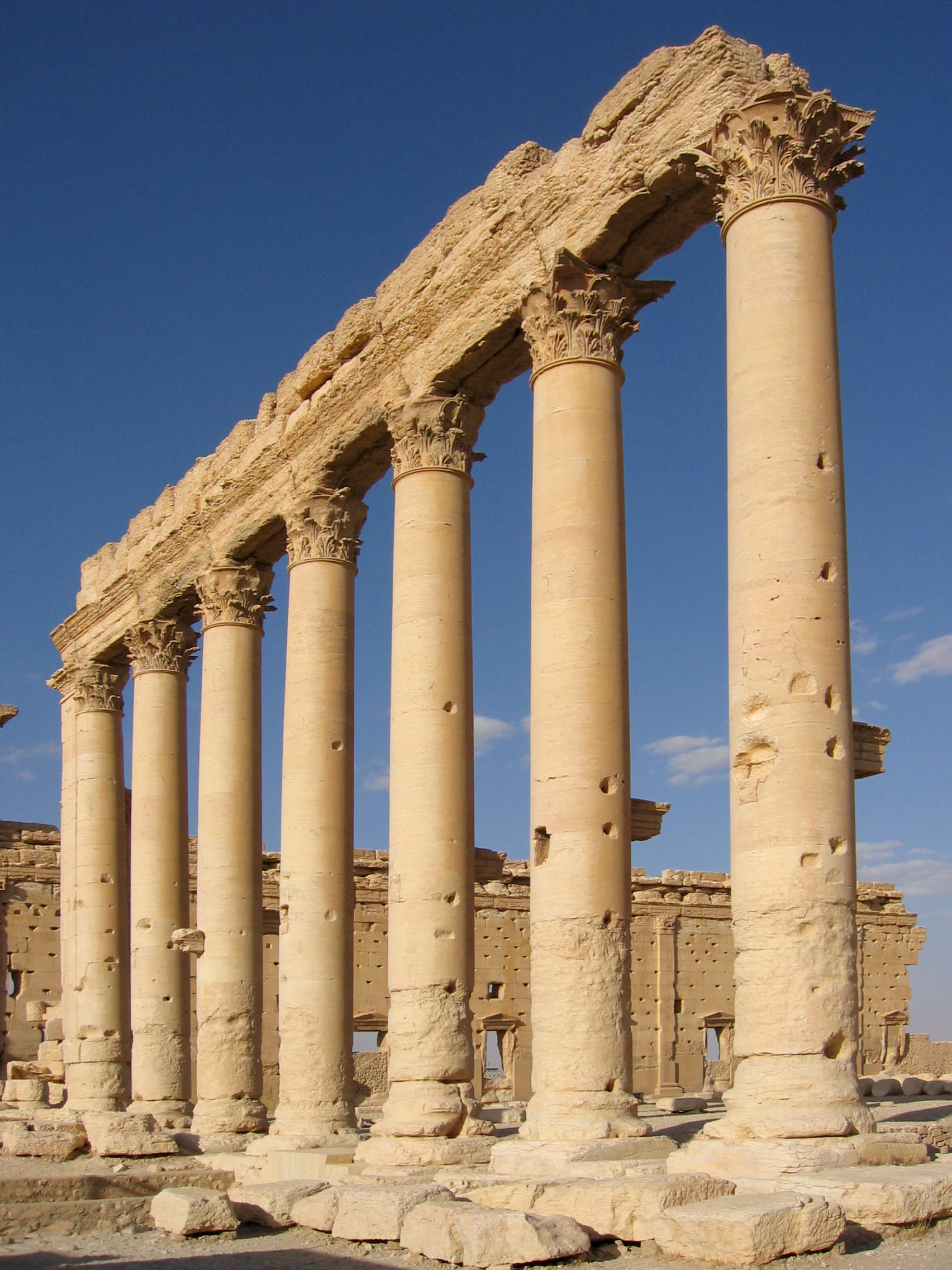
ستونهای کرینتی معبد بعل ۳۲ میلادی در پالمیرای سوریه

در معماری مصر باستان ایمهوتپ معمار ۲۶۰۰ سال پیش از میلاد از ستون‌های سنگی استفاده کرد که سطح کنده‌کاری شده آن‌ها نمایش دهنده دسته‌های نی بود. بعضی از زیباترین نمونه‌های ستون دنیای باستان در ایران روزگار امپراطوری هخامنشیان و در تخت جمشید دیده می‌شود. ستون در کل به ۲ دسته بتنی و فلزی تقسیم می‌شود. ستون‌هایی که در تخت جمشید و دیگر بناهای تاریخی ساخته شده‌است در حقیقت از اصول نری و مادگی برای درهم کشیدن این ستون‌ها استفاده می‌شود. این امر موجب یک تکه شدن انواع ستون‌ها می‌باشد که در شکوه وخلای این بناها و همچنین نقش ایستایی آن نقش مهمی دارد.

## گونه‌های ستون
- ستون پارسی